# دامو
دامو (انگلیسی: Damo; کره‌ای: 조선 여형사 다모)، همچنین با نام پلیس زن افسانه‌ای (انگلیسی: The Legendary Police Woman) نیز شناخته می‌شود، یک مجموعهٔ تلویزیونی کره جنوبی سال ۲۰۰۳ با بازی ها جی وون، لی سو جین و کیم مین جون است. این مجموعه از ۲۸ ژوئیه تا ۹ سپتامبر ۲۰۰۳، روزهای دوشنبه و سه‌شنبه ساعت ۲۱:۵۵ (کی‌اس‌تی) از ام‌بی‌سی برای ۱۴ قسمت پخش شد.

## بازیگران
- ها جی وون در نقش جانگ جه هی / جانگ چه اوک
  - جونگ مین آه در نقش جوانی جه هی / چه اوک
- لی سو جین در نقش فرمانده هوانگ‌بو یون[۱]
  - بک سونگ هیون در نقش جوانی یون
- کیم مین جون در نقش جانگ جه مو / جانگ سونگ بک